# Marlierea foveolata
Marlierea foveolata är en myrtenväxtart som beskrevs av Bruce K. Holst. Marlierea foveolata ingår i släktet Marlierea och familjen myrtenväxter. Inga underarter finns listade i Catalogue of Life.